# (100769) 1998 FU29
(100769) 1998 FU29 es un asteroide perteneciente al cinturón de asteroides descubierto el 20 de marzo de 1998 por el equipo del Lincoln Near-Earth Asteroid Research desde el Laboratorio Lincoln, Socorro, Nuevo México, Estados Unidos.

## Designación y nombre
Designado provisionalmente como 1998 FU29.

## Características orbitales
1998 FU29 está situado a una distancia media del Sol de 2,302 ua, pudiendo alejarse hasta 2,674 ua y acercarse hasta 1,929 ua. Su excentricidad es 0,161 y la inclinación orbital 3,075 grados. Emplea 1276,04 días en completar una órbita alrededor del Sol.

## Características físicas
La magnitud absoluta de 1998 FU29 es 16,4. 